# RG-35
RG-35 — южноафриканский бронетранспортёр, представленный Land Systems OMC, дочерней компанией BAE Systems South Africa в 2009 году на выставке Defence Systems and Equipment International  в Лондоне. Разработка началась в 2008 году и должен был встать в модельный ряд в который входят: RG-31, RG-32, RG-33 и RG-34.

## Конструкция
RG-35 представляет собой защищённый от мин V-образный бронетранспортёр 6х6, вмещающий в себя до 16 человек. Двигателем Cummins мощностью 410 КВт позволяет разгоняться до 115 км в час, запас хода составляет 1000 км. Бронетранспортёр предусматривает установку лёгкой или средней орудийной башни, начиная с 12.7-мм пулемётами, заканчивая 20-мм автопушкой, также предусматривается установка дополнительной брони и миномётов ввиду высокой грузоподъемности бронемашины. Также оснащена системой вентиляции. Защита машины находится на 4 уровне STANAG 4569. 

## Варианты
- Командирская машина
- Машинная скорой помощи
- Минометная машина
- БРЭМ
- Зенитная машина